# Albert Hirsh
Albert Hirsh (* 1. Juli 1915 in Chicago; † 27. Dezember 2003 in Overland Park) war ein US-amerikanischer Pianist und Musikpädagoge.

## Leben
Der Sohn von Einwanderern aus der russischen (heute ukrainischen) Stadt Ismajil hatte ab dem siebenten Lebensjahr Klavierunterricht und besuchte als Stipendiat das Chicago Musical College. Ab seinem elften Lebensjahr unterrichtete ihn Djane Lavoie-Herz, eine Schülerin Artur Schnabels. Seinen ersten professionellen Auftritt hatte er 1931 im Musikclub von Decatur (Illinois) als Vertreter des verhinderten Shura Cherkassky. Im gleichen Jahr kam er nach New York. Ein Studium an der Columbia University brach er nach einem Semester ab und besuchte die von Leonard Bernstein geleiteten Sommermusikkurse in Tanglewood.
Im Dezember 1933 führte er mit dem Ottawa Symphony Orchestra Rachmaninows Zweites Klavierkonzert auf. 1935 debütierte er in der New Yorker Town Hall. Ein Solo-Recital aus dem Jahr 1939 wurde aufgenommen und als Schallplatte veröffentlicht. Seine Lehrerin Lavoie-Herz machte ihn mit dem Cellisten Emanuel Feuermann bekannt, den er ab 1940 als Nachfolger von Franz Rupp auf dem Klavier begleitete. Kurz vor Feuermanns Tod 1942 spielte er mit diesem bei RCA Records den langsamen Satz von Victor Herberts Zweitem Cellokonzert ein.
1944 wurde Hirsh für anderthalb Jahre zum Militärdienst eingezogen, wo er als Kraftfahrer und Funker eingesetzt war und gelegentlich Recitals vor Soldaten gab. Nach dem Krieg widmete er sich erneut seiner Laufbahn als Pianist. 1948 tourte er mit dem Geiger Dino Francescatti durch Europa, später auch durch die USA. Ab 1950 lebte er in Houston. Bis 1985 unterrichtete er hier an der University of Houston, deren Quartet-in-Residence Virtuoso Quartet er gründete. Einige Zeit gehörte er auch dem Lyric Art Quintet und dem Dartmouth Trio an. In Houston war er Gründer bzw. Gründungsmitglied der Music Guild, der Jewish Community Center Recital Series, der Chamber Music Society of Houston, der J. S. Bach Society und der Coastal Concert Society. Zudem gab er jedes Jahr 50 bis 60 Konzerte. Dabei trat er mit Musikern wie Nathan Milstein, Yehudi Menuhin und Itzhak Perlman auf. Sein letztes Konzert gab Hirsh 1999 während eines Aufenthaltes in Dänemark.